# Concours Eurovision des jeunes musiciens 2022
- Pays confirmés
- Pays ayant sélectionné leur artiste(s)
- Pays ayant participé dans le passé, mais pas en 2022

Zagreb 2020 (annulé) Bodø 2024
Le Concours Eurovision des jeunes musiciens 2022 voit sa 20e édition en 2022 après l'annulation de l'édition de 2020 qui devait avoir lieu le 21 juin 2020 à Zagreb, en Croatie. Toutefois, le 18 mars 2020, il a été annoncé que le concours avait été reporté indéfiniment en raison de la pandémie de Covid-19 en Europe.
L'avenir du concours est resté incertain jusqu'au 3 février 2022, lorsque le radiodiffuseur norvégien NRK a confirmé que la prochaine édition se tiendrait à Montpellier, en France, en juillet 2022.

## Préparation du concours

### Édition annulée de 2020

#### Phase d'appel d'offres
Après la victoire de la Russie avec Ivan Bessonov, à Édimbourg, l'ancien superviseur exécutif de l'UER, Jon Ola Sand, avait annoncé à la chaîne de télévision russe Rossiya K que l'UER était « ouverte » à l'idée que la prochaine édition soit organisée en Russie.

#### Annonce de la ville hôte
Bien que l'UER ait annoncé le 8 juillet 2019 que Zagreb, capitale de la Croatie, serait la ville hôte de la vingtième édition du concours, le concours fut annulé à cause de la pandémie de Covid-19. La demi-finale devait avoir lieu le 17 juin 2020 au Blagoje Bersa Concert Hall de l'Académie de musique de Zagreb et la finale devait avoir lieu le 21 juin 2020 sur la place du roi Tomislav, toujours à Zagreb.

### Édition de 2022

#### Annonce de la ville hôte
Le 1er février 2022, le radiodiffuseur norvégien NRK a confirmé dans un article en ligne sur sa sélection nationale Virtuos que la ville de Montpellier, en France, serait l'hôte de cette édition, dans le cadre du Festival Radio France Occitanie Montpellier
Deux mois plus tard, l'agence de tourisme de la région d'Occitanie a annoncé que le concours se tiendrait à l'Opéra Berlioz.
| Ville       | Lieu          | Capacité |
| ----------- | ------------- | -------- |
| Montpellier | Opéra Berlioz | 2010     |

#### Présentatrice
Le 28 mars 2022, la chaîne Culturebox a annoncé sur les réseaux sociaux que la dramaturge, Judith Chaine serait la présentatrice de la vingitième édition du concours. Elle est connue pour présenter les Musiques en fête depuis 2018, aux côtés de Cyril Féraud et les Victoires de la musique classique depuis 2019. Plus tard, le 24 juin 2022, le présentateur belge Vincent Delbushaye est annoncé en tant que second présentateur du concours.

## Concours

### Pays participants
La liste officielle des participants au concours est annoncée le 21 février 2022 avec huit pays confirmés, ce qui est le plus petit nombre de compétiteurs depuis l'édition de 1986. Le 2 juin, il est annoncé que la Croatie prendra finalement part au concours après s'être retirée, élevant ainsi la liste des partcipants à neuf pays participants.
Parmi eux, la France fait son retour, sa dernière participation remontant à 1996, ainsi que l'Autriche dont la dernière apparition remontait à 2016, tandis que dix pays sont absents dont l'Albanie, la Croatie, l'Espagne, l'Estonie, la Grèce, l'Israël, la Malte, le Royaume-Uni, la Russie, Saint-Marin et la Slovénie.
Par ailleurs, les pays suivants ont confirmé qu'il ne participeront pas à l'édition 2022 du concours :
- Biélorussie – Le 30 juin 2021, le diffuseur biélorusse BTRC est expulsé de l'UER, perdant alors accès aux services de l’UER et par conséquent, ses droits de participer et de diffuser le Concours. Aucun autre diffuseur biélorusse n'étant membre de l'union, le pays devient inéligible à la participation[8]. Sa dernière participation était en 2012.

- Bulgarie – Le 17 février 2022, la chaîne nationale bulgare a annoncé sur Twitter que la Bulgarie ne participerait pas au concours[9]. – La dernière participation du pays était en 2006.
- Danemark – DR a annoncé le 15 février 2022 que le Danemark ne ferait pas son retour au concours[10]. – La dernière participation du pays était en 2002.
- Pays de Galles – Le 4 février 2022, le diffuseur gallois S4C a annoncé que le pays ne ferait pas son retour au Concours Eurovision de la chanson junior 2022 et qu'il ne débuterait pas au Concours Eurovision des jeunes musiciens de cette année[11]

- Saint-Marin – Le 4 février 2022, le diffuseur saint-marinais San Marino RTV, a annoncé le pays ne prendrait pas part au concours cette année[12]. – Le pays a participé pour la dernière fois en 2018.

- Slovénie – Le diffuseur slovène RTSVLO, a annoncé le 4 février 2022 que la Slovénie ne participerait pas au concours 2022 en raison de problèmes financiers[13]. – La dernière participation du pays était en 2018.
- Suisse – Le diffuseur suisse SRG SSR, a annoncé le 17 février 2022 que le pays ne reviendrait pas au concours[14]. – La dernière participation du pays était en 2006.

### Finale
| Ordre | Pays      | Artiste                         | Instrument  | Pièce(s)                                                                                            | Méthode de sélection              | Résultat |
| ----- | --------- | ------------------------------- | ----------- | --------------------------------------------------------------------------------------------------- | --------------------------------- | -------- |
| 1     | Croatie   | Ivan Petrović-Poljak            | Piano       | Liszt - Concerto pour piano N°1 en mi bémol mineur                                                  | Sélection Interne                 | -        |
| 2     | France H  | Maxime Grizard                  | Violoncelle | Dvorak - Concerto for violoncelle                                                                   | Sélection Interne                 | -        |
| 3     | Pologne   | Milena Pioruńska                | Violon      | Wieniawski - Concerto pour violon N°2 en ré mineur                                                  | Młody Muzyk Roku 2022             | -        |
| 4     | Allemagne | Philipp Schupelius              | Violoncelle | Tchaïkovski - Pezzo Capriccioso op.62                                                               | Sélection Interne                 | 2e       |
| 5     | Autriche  | Alexander Svetnitsky-Ehrenreich | Clarinette  | Carl Maria von Weber - Concerto N°2 pour clarinette en mi bémol majeur, 3e mouvement “Alla Polacca” | Sélection Interne                 | -        |
| 6     | Norvège   | Alma Serafin Kraggerud          | Violon      | Camille Saint-Saëns - Introduction et Rondo Capriccioso op.28                                       | Virtuos 2022                      | 3e       |
| 7     | Belgique  | Thaïs Defoort                   | Violoncelle | Elgar - Concerto pour violoncelle en mi mineur op.85 1er mouvement                                  | Concours de Musique Breughel 2022 | -        |
| 8     | Suède     | Lukas Flink                     | Trombone    | Tomasi - Concerto pour trombone – 1er mouvement, Andante et Scherzo-Valse                           | Sélection Interne                 | -        |
| 9     | Tchéquie  | Ondřej Matejča                  | Violon      | Chostakovich - Concerto pour violon N°1, 3e et 4e mouvements Cadenza, Allegro con brio – Presto     | Sélection Interne                 | 1er      |

### Jury
| Nom                       | Pays     | Qualité                                        |
| ------------------------- | -------- | ---------------------------------------------- |
| Christian-Pierre La Marca | France   | Violoncelliste                                 |
| Jean-Pierre Rousseau      | France   | Directeur du Festival Radio France Montpellier |
| Müza Rubackyté            | Lituanie | Pianiste, Présidente du jury                   |
| Nora Cismondi             | Suisse   | Hautboïste                                     |
| Tedi Papavrami            | Albanie  | Violoniste                                     |

## Diffusion
Les pays suivants, classés par ordre de dates de diffusion, ont confirmé qu'ils diffuseront le concours avec les dates des programmes de diffusion.
| Date de diffusion | Pays               | Chaine de télévision, station de radio | Commentaires        | Audiences     |
| ----------------- | ------------------ | -------------------------------------- | ------------------- | ------------- |
| 23 juillet 2022   | Belgique           | La Trois, Musiq'3                      | Pas de commentaires | 27,229        |
| 23 juillet 2022   | Croatie            | HRT 3                                  | Ivana Kocelj        |               |
| 23 juillet 2022   | France             | Culturebox, France Musique             | Pas de commentaires | Non calculées |
| 23 juillet 2022   | Norvège            | NRK1                                   | Aril Erikstad       | 72,000        |
| 23 juillet 2022   | Pologne            | TVP Kultura                            |                     | 25,531        |
| 23 juillet 2022   | République tchèque | ČT art                                 | Jiří Vejvoda        |               |
| 24 juillet 2022   | Allemagne          | WDR Fernsehen                          |                     | 22,000        |
| 24 juillet 2022   | Autriche           | ORF 2                                  | Teresa Vogl         | 162,000       |
| 29 juillet 2022   | Suède              | SVT Play                               | Camilla Lundberg    |               |
| 30 juillet 2022   | Suède              | SVT 2                                  | Camilla Lundberg    | 104,000       |